# Jaume Munar
Jaume Antoni Munar Clar (n. 5 mai 1997, Santanyí⁠(d), Insulele Baleare⁠(d), Spania) este un jucător profesionist spaniol de tenis. Cea mai bună clasare a sa la simplu este locul 52 mondial, în mai 2019, iar la dublu locul 149 mondial, în februarie 2020.